# سیارک ۲۲۴۹۷
سیارک ۲۲۴۹۷ (به انگلیسی: 22497 Immanuelfuchs، نامگذاری:1997KG) بیست و دو هزار و چهارصد و نود و هفتمین سیارک کشف شده‌است که در ۳۰ مه ۱۹۹۷ کشف شد.
قدر مطلق سیارک برابر ۱۳٫۶۰ است.